# Adesmoides flava
Adesmoides flava är en skalbaggsart som beskrevs av Dmytro Zajciw 1967. Adesmoides flava ingår i släktet Adesmoides och familjen långhorningar. Inga underarter finns listade i Catalogue of Life.